# Maja Lunde

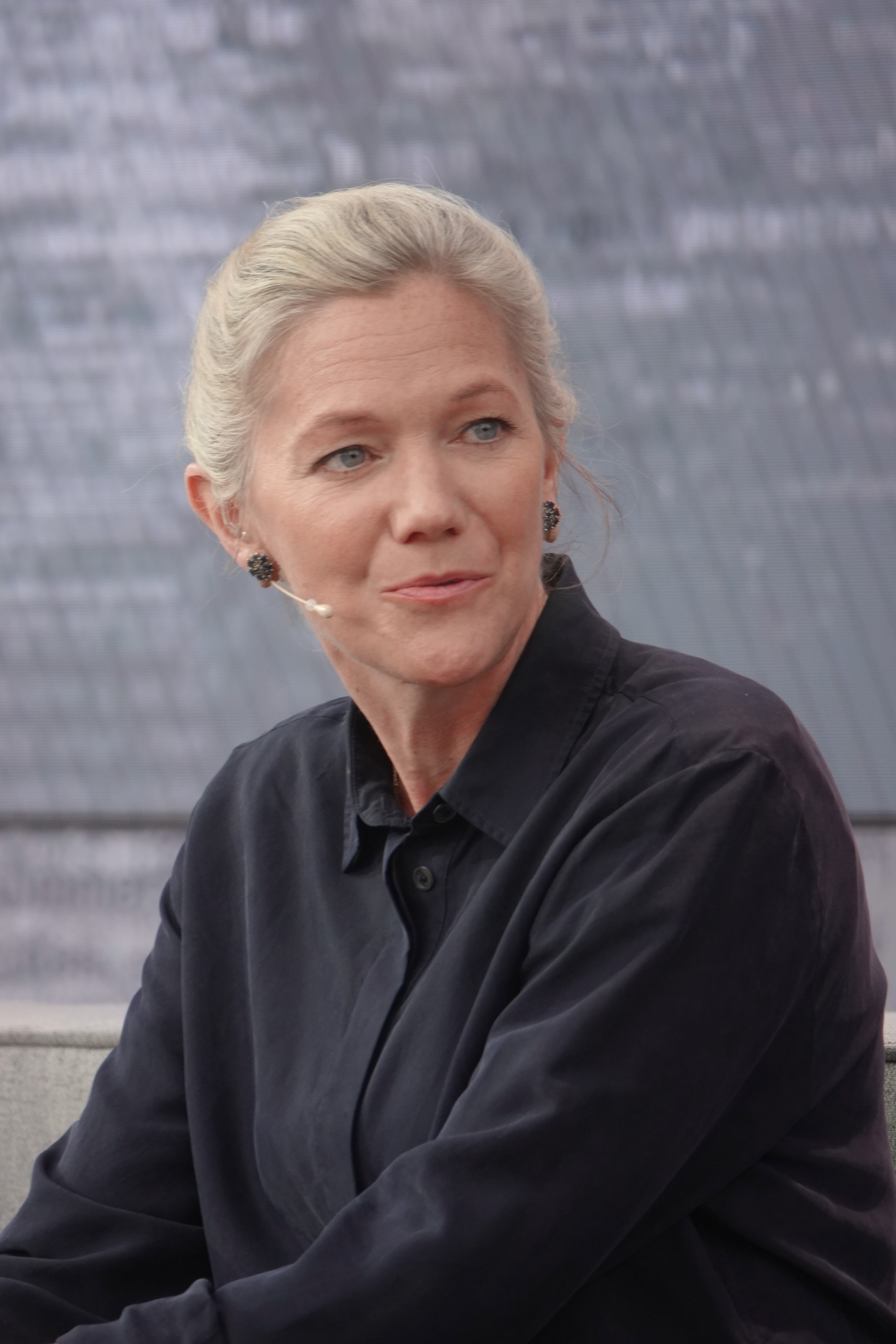
Maya Lunde în 2023

Maja Lunde (n. 30 iulie 1975, Oslo, Norvegia) este o scriitoare și scenaristă norvegiană.

## Biografie
Maja Lunde a crescut în Bislett, un district din nordul Oslo. În 1996 a început studiile de literatură cu specializarea psihologie la universitatea din orașul natal, pentru ca ulterior să se apuce de predarea științelor media și a comunicării cu specializarea în istoria filmului. Ca parte a acestui studiu, Lunde a publicat, în 2001, o lucrare despre regizorul norvegian de film Nils R. Müller.
După terminarea studiilor, Maja Lunde a lucrat, printre altele, pentru festivaluri culturale și de film, cinematografe și muzee de film din Norvegia, în timp ce scria deja scenarii pentru televiziunea norvegiană, în special pentru programe pentru copii.
Din 2009 lucrează ca scenarist. În 2012, norvegiana a publicat prima ei carte pentru copii , Over grensen, despre copiii evrei care au fugit din Norvegia în 1942 în Suedia, care nu era ocupată de nanațional-socialiști. Primul ei roman a fost publicat în Norvegia în 2015 sub titlul Bienes histoire. În aceasta, ea combină problemele de mediu cu destinele personale folosind exemplul morții albinelor. Lunde a avut ideea după ce a văzut un documentar pe acest subiect în 2013. Datorită succesului mare al cărții în Norvegia, drepturile de publicare au fost vândute în peste 30 de țări, inclusiv în România.

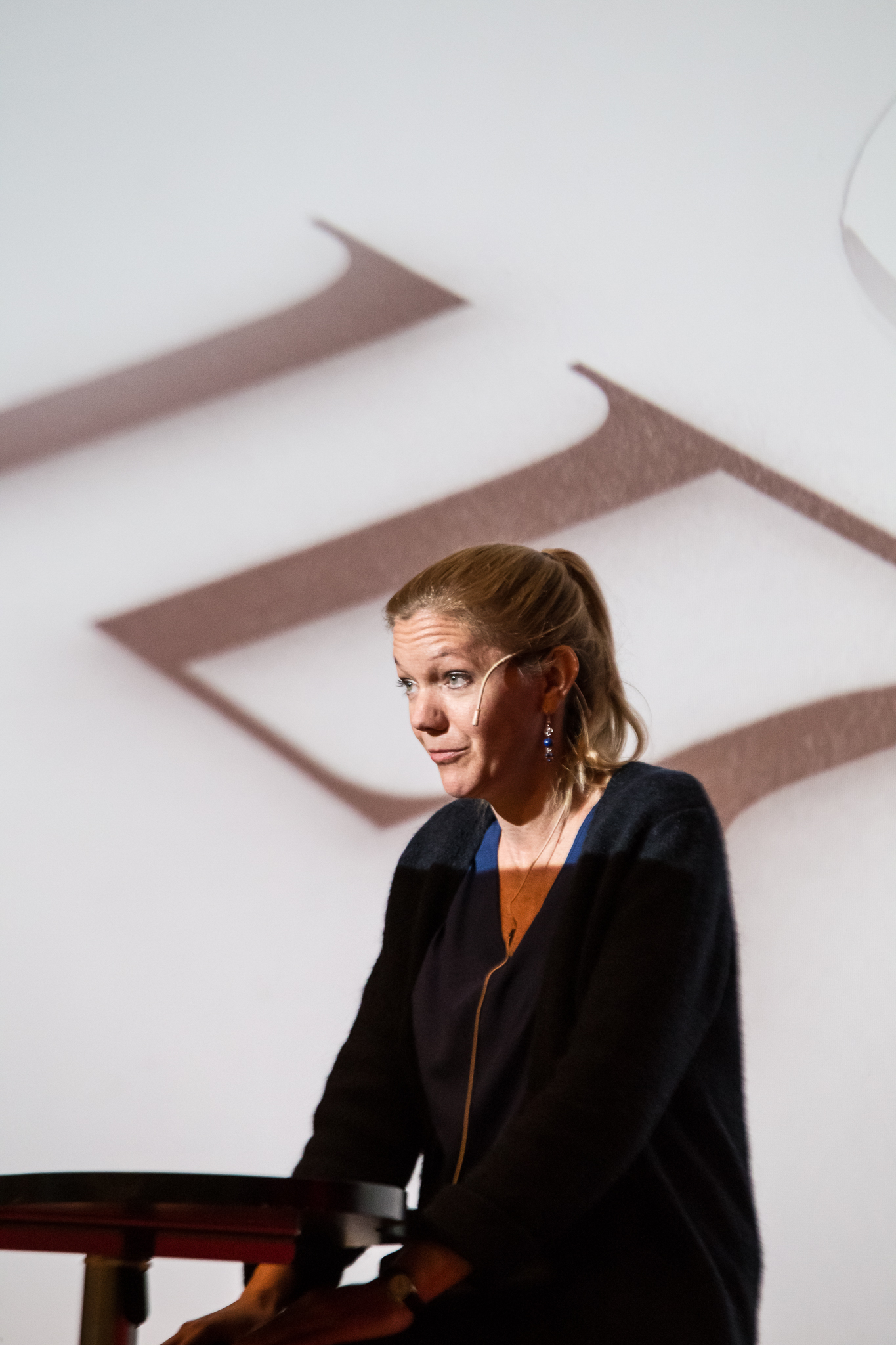
Maja Lunde la Biblioteca Publică din Bergen, 2016

Când scria primul ei roman, autoarea plănuia să publice în total patru cărți pe tema mediului, așa-numitul cvartet climatic. A doua carte din serie a fost publicată în 2017 sub titlul Blå în țara ei de origine. A treia carte din serie a fost publicată în 2019 cu Przewalski's hest.
Maja Lunde este căsătorită și are trei fii.

## Opere

### Romane (cvartetul climatic)
- Bienes histoire (2015) 
Blå (2017)
- Przewalski's hest (2019)
- Roman Dr ømmen om et tre (2022)
- De første dagene (2020)

### Cărți pentru copii și tineri
- Overgrown (2012)
- Battle (2014)
- Verdens kuleste gjeng (2015)
- Det aööer beste (2017)
- Snøsøsteren (2018))

## Traduceri în limba română
- Istoria apelor, Humanitas Fiction, traducere Ivona Berceanu, ISBN 978-606-779-705-3 (2020, 2022)
- Cel care aduce numele, Univers, traducere Hans Jorgen Sandnes, ISBN 978-973-341-299-1 (2021)
- Ultimii cai de stepă, Humanitas Fiction, traducere Ivona Berceanu (2022)
- Cea mai cool gască din lume. Trac de scenă. Volumul 1, Univers, ISBN 978-973-341-414-8 (2022)
- Cea mai cool gască din lume. Haos în bucătarie. Volumul 2, Univers, ISBN 978-973-341-415-5 (2022)

## Premii
- 2011: Premiu la Festivalul de Film Kosmorama, Trondheim, pentru scenariul Battle
- 2015: Bokhandlerprosen pentru Bienes historie
- 2015: Premiul norvegian Fabel pentru povestea lui Bienes historie
- 2017: Titlul Cartea cea mai bine vândută în Germania pentru Istoria albinelor - [13]
- 2017: Premiul cititorilor al rețelei de cărți în limba germană Lovelybooks for The History of Bees [14]